# Måns Jönsson
Måns (Magnus) Jönsson, född 26 april 1842 i Gåragöl, Jämshög, Blekinge, död 29 januari 1894 i Gåragöl, var en svensk målare, filosof, bohem mest känd som Olle Montanus i Strindbergs Röda rummet och som den första Opponenten.

## Biografi
Måns Jönsson var son till bonden Jöns Nilsson och Sissa Olsdotter. Jönsson växte upp tillsammans med bröderna Nils född 1838 och Ola född 1840. Liksom brodern Ola närde Jöns redan från barndomen ett stort bildningsbegär, något som han löste genom censurerade lån ur prosten Olof Hammars bibliotek i den avlägsna kyrkbyn, som låg en mil bort. Mot faderns vilja reste han till Stockholm 1868 där han bytte namn till Magnus och skrev in sig vid Konstakademien, medan brodern Ola resignerade och följde sin far i plogfårorna. 

### Till Konstakademin
I Stockholm levde han ett bohemliv tillsammans med Per Ekström och Ludvig Frid, vilka fick göra honom sällskap som litterära förebilder som Sellén respektive Lundell i Strindbergs Röda rummet. Strindberg och Jönsson träffades första gången 1872 på Lidingöbro värdshus när Per Ekström bjöd in till fest efter att han lyckats sälja en landskapsmålning till Karl XV för 500 riksdaler. Strindberg kom därefter att visa ett stort intresse för Jönsson i både dikt och verklighet, något som kanske kan förklaras av ett brev från Ernst Josephson till Ada Renström.
| ”                 | frånstötande ful, vanvårdad och torftig till sin yttre människa, utan synliga talanger, för den obekant obegriplig i sitt tal, fattig till ytterlighet och utan vänner - - - Men råkar du på den mannen på hans väg så möt honom med aktning, ty det förtjänar han. Han har en jättesjäl, ingalunda felfri men ständigt sårad och betryckt av människorna. Han lärde mig tänka och gjorde mig säker om själens tillvaro. Jag är hans enda VÄN | „ |
| – Ernst Josephson | |   |

I Röda rummet kan man läsa att Olle Montanus håller ett kuriöst föredrag Om Sverige i Nordstjernans stora sal, men i verkligheten skedde talet på Ladugårdslandsteatern och innehöll skarp kritik av Konstakademien. Inbjudan till talet annonserades ut i flera av Stockholms tidningar och entréavgiften var satt till 75 öre. Bland hans studiekamrater, som delade han åsikt om Akademin motsågs det med stor förväntan, men Jönsson var dåligt förberedd och råkade i panik, vilket ledde till ett dundrande fiasko. Han lämnade därefter Stockholm och återvände till Jämshög där han verkade huvuddelen av sitt återstående liv med stärkelsetillverkning, beställningskonst och som medarbetare till Artur Hazelius.

### Konstnärlig verksamhet
Magnus Jönssons studiekamrat Georg Pauli säger sig aldrig sett något verk utfört av Jönsson under hans år vid Konstakademin. I hemsocknen och angränsande socknar finns det dock många prov på hans konst även om flera av dessa får betraktas som halvfabrikat, men vilka skulle kunnat förädlas under gynnsammare omständigheter. Hans första signerade arbete är en altardekoration från 1887 i Villands Vånga kyrka, som innehåller en förenklad kopia av Bengt Nordenbergs altartavla i Asarums kyrka med korsfästelsen som motiv. I Kyrkhult, Blekinge län, finns en stor bevarad målning där han avbildar storstugan i en bondgård och där väggarna pryds av dekorativa målningar. Tavlan var tänkt som ett förslag till en dekoration han önskade utföra i storbonden Håkan Olssons gård i Furubol. Kyrkhults församling beslöt 1872 att den 1863 uppförda kyrkan skulle förses med en del dekorativa målningar och en kommitté gav uppdraget till Jönsson som prydde taket och de stora fälten mellan pelarna med illusionistiska skulpturmålningar efter Thorvaldsens statyer i Vor Frelseres Kirke i Köpenhamn. Förutom arvodet för målningen förärade Kyrkhults församling honom ett guldur som Jönsson i egenskap av Olle Montanus i Röda rummet genast pantsätter. Han anlitades 1872 för att dekorera storbonden Nils Erikssons gårds stora sal. Där har Jönsson åstadkommit en förbluffande interiör. Med illusionistiska tricks fick han rummet att verka som om det var behandlat med såg och huggjärn istället för penslar. Han lät salens dörrar omges av målade kopplade kolonner med korintiska kapitäl, och på likaledes målade socklar placerade han bland annat Thorvaldsen Amor och Psyke, Bengt Fogelbergs Engelbrekt och Molins Bältespännarna. På de fria väggarna målade han livfulla bilder från gården, laxfiskets första dag och en stor vy över trakten med nämndemannen i Bommarstorp ekipage på väg till kyrkbyn. Som stafflikonstnär har han efterlämnat ett stort antal tavlor i västra Blekinge och nordöstra Skåne, med genremotiv, landskapsskildringar och porträtt. En minnesutställning med hans konst arrangerades i Olofström 1952. Den kom senare även att visas i Karlshamn, Sölvesborg, Ronneby med flera orter i Blekinge och nordöstra Skåne. Jönsson är representerad Broby museum, Kulturhistoriska museet i Lund och med porträtt av präster i ett flertal kyrkor i södra Sverige.